# جبلة بن الأيهم
جِبْلَةُ بْنُ الأَيْهَمِ بْنُ جِبْلَةِ بْنُ الحَارِثِ بْنُ أَبِيْ شَمَّر، وَاسْمُهُ المُنْذِرُ بْنُ الحَارِث. هو آخر ملوك الغساسنة في الشام. حكم ما بين عامي 632 و 638 ميلادية. وكان بذلك الملك السادس والثلاثين في سلالة الغساسنة الذين كانوا متحالفين مع الروم قبل الإسلام، وهم من العرب النصارى، اتفقت روايات أهل الأخبار في موضوع دخول جبلة في الإسلام في عهد عمر بن الخطاب ثم ارتداده إلاّ رواية واحدة ذهبت إلى أنه لم يسلم.
يرد اسم جبلة بن الأيهم في أخبار الفتوحات الإسلامية لبلاد الشام فالطبري يروي أن جبلة قاتل خالد بن الوليد في دومة الجندل مع قبائل غسان وتنوخ، كما يذكر البلاذري أن هرقل قيصر الروم جمع جموعاً كثيرة من الروم وأهل الشام والجزيرة والأرمن وولى عليهم رجلاً من خاصته، وبعث على مقدمته جبلة بن الأيهم في مستعربة الشام من لخم وجذام وغيرهم، فلما هُزم الروم في معركة اليرموك انحاز جبلة في القتال إلى الأنصار (الأوس والخزرج والغساسنة من الأزد) قائلاً: «أنتم إخوتنا وبنو أبينا». ولحسان بن ثابت شعر في مدح جبلة بن الأيهم وملك آل جفنة يظهر منه شدة تعلقه بهم على بعده عنهم وزوال ملكهم وابتعاده عنهم بالإسلام.

## نسبه
- هو: ابن مارية ذات القرطين.
- وهو: ابن ثعلبة بن عمرو بن جفنة، واسمه: كعب أبو عامر بن حارثة بن امرئ القيس، ومارية بنت أرقم بن ثعلبة بن عمرو بن جفنة.
- ويقال غير ذلك في نسبه، وكنيته جبلة أبو المنذر الغساني الجفني، وكان ملك غسان، وهم نصارى العرب أيام هرقل.[2]

## إسلامه
يقال إنه أسلم ثم كتب إلى الخليفة عمر بن الخطاب رضي الله عنه يستأذنه في القدوم عليه، ثم قدم إلى المدينة ولما دخل على عمر رضي الله عنه رحب به وأدنى مجلسه! ثم خرج في موسم الحج مع عمر رضي الله عنه فبينما هو يطوف بالبيت إذ وطئ على أزاره رجل فقير من بني فزارة فالتفت إليه جبلة مغضبا فلطمه فهشم أنفه فغضب الفزاري واشتكاه إلى عمر بن الخطاب رضي الله عنه فبعث إليه فقال: ما دعاك يا جبلة إلى أن لطمت أخاك في الطواف فهشمت أنفه! فقال: إنه وطئ إزاري ولولا حرمة البيت لضربت عنقه. فقال له عمر: أما الآن فقد أقررت فأما أن ترضيه وإلا اقتص منك بلطمك على وجهك. 

قال: يقتص مني وأنا ملك وهو سوقة! قال عمر رضي الله عنه: يا جبلة إن الإسلام قد ساوى بينك وبينه، فما تفضله بشيء إلا التقوى. قال جبلة: إذن أتنصّر... قال عمر رضي الله عنه: من بدل دينه فاقتلوه.
وحدثت منازعة بين بني جبلة وبني فزارة كادت تؤدي إلى حرب دامية وبعدها أجلت الحرب إلى غد وحينها لما كان الليل خرج جبلة وأصحابه من مكة وسار إلى القسطنطينية فتنصّر، ثم ما زال على نصرانيته حتى مات، ويذكر أصحاب السير على أنه ندم على تنصّره وبقيت أبيات تنسب إليه يشكو فيها ندمه ويقول:
تنصرت الأشراف من عار لطمة... وما كان فيها لو صبرت لها ضرر
تكنفني منها لجاج ونخوة... وبعت لها العين الصحيحة بالعور
فيا ليت أمي لم تلدني وليتني... رجعت إلى الأمر الذي قال لي عمر
ويا ليتني أرعى المخاض بقفرة... وكنت أسيرا في ربيعة أو مضر
ويا ليت لي بالشام أدنى معيشة... أجالس قومي ذاهب السمع والبصر.
وهذه الرواية لم تثبت صحتها فليس مقطوعة الصحة، فقد قال ابن عساكر: إنه لم يسلم قط، وهكذا صرح به الواحدي وسعيد بن عبد العزيز.
وقال حسان بن ثابت في خمسمائة دينار بعثها جبلة إليه:
إن ابن جفنة من بقية معشر     لم يغذهم آباؤهم باللوم
لم ينسني بالشام إذ هو ربها     كلا ولا متنصرا بالروم
يعطي الجزيل ولا يراه عنده     إلا كبعض عطية المحروم
وأتيته يوما فقرب مجلسي     وسقى فرواني من الخرطوم

## الوفاة
ثم لما كان في 53 هـ بعث معاوية بن أبي سفيان عبد الله بن مسعدة الفزاري رسولا إلى ملك الروم، فاجتمع بجبلة بن الأيهم، فرأى ما هو فيه من السعادة الدنيوية والأموال ; من الخدم والحشم والذهب والخيول، فقال له جبلة: لو أعلم أن معاوية يقطعني أرض البثنية فإنها منازلنا، وعشرين قرية من غوطة دمشق ويفرض لجماعتنا، ويحسن جوائزنا، لرجعت إلى الشام. فأخبر عبد الله بن مسعدة معاوية بقوله، فقال معاوية: أنا أعطيه ذلك. وكتب إليه كتاباً مع البريد بذلك، فما أدركه البريد إلا وقد توفي في هذه السنة.
وذكر أكثر هذه الأخبار الشيخ أبو الفرج بن الجوزي في «المنتظم»، وأرخ وفاته السنة 53 هـ. وقد ترجمه الحافظ ابن عساكر، ثم قال في آخرها: بلغني أن جبلة توفي في خلافة معاوية بأرض الروم، بعد سنة أربعين من الهجرة.